# 竹下內閣 (改組)
竹下改組内閣（日语：／ Takeshita Kaizō Naikaku */?）是日本眾議院議員、自由民主黨總裁竹下登就任第74任內閣總理大臣（首相）後，自1988年12月29日至1989年6月3日組成的內閣。

## 國務大臣
| 職務                 | 姓名 | 姓名         | 所属                           | 備註                       |
| -------------------- | ---- | ------------ | ------------------------------ | -------------------------- |
| 內閣總理大臣         |      | 竹下登       | 眾議院 自由民主黨 （竹下派）   |                            |
| 法務大臣             |      | 長谷川峻     | 眾議院 自由民主黨 （安倍派）   |                            |
| 法務大臣             |      | 高辻正己     | 非國會議員                     |                            |
| 外務大臣             |      | 宇野宗佑     | 眾議院 自由民主黨 （中曾根派） |                            |
| 大藏大臣             |      | 村山達雄     | 眾議院 自由民主黨 （宮澤派）   |                            |
| 文部大臣             |      | 西岡武夫     | 眾議院 自由民主黨 （宮澤派）   | 國立國會圖書館聯絡調整委員 |
| 厚生大臣             |      | 小泉純一郎   | 眾議院 自由民主黨 （安倍派）   | 年金問題擔當               |
| 農林水產大臣         |      | 羽田孜       | 眾議院 自由民主黨 （竹下派）   |                            |
| 通商產業大臣         |      | 三塚博       | 眾議院 自由民主黨 （安倍派）   |                            |
| 運輸大臣             |      | 佐藤信二     | 眾議院 自由民主黨 （竹下派）   | 新東京國際機場問題擔當     |
| 郵政大臣             |      | 片岡清一     | 眾議院 自由民主黨 （中曾根派） |                            |
| 勞動大臣             |      | 丹羽兵助     | 眾議院 自由民主黨 （河本派）   |                            |
| 建設大臣             |      | 小此木彥三郎 | 眾議院 自由民主黨 （中曾根派） |                            |
| 建設大臣             |      | 竹下登       | 眾議院 自由民主黨 （竹下派）   |                            |
| 自治大臣             |      | 坂野重信     | 參議院 自由民主黨 （竹下派）   |                            |
| 國家公安委員會委員長 |      | 坂野重信     | 參議院 自由民主黨 （竹下派）   |                            |
| 內閣官房長官         |      | 小淵惠三     | 眾議院 自由民主黨 （竹下派）   |                            |
| 總務廳長官           |      | 金丸三郎     | 參議院 自由民主黨              |                            |
| 北海道開發廳長官     |      | 坂元親男     | 參議院 自由民主黨 （河本派）   |                            |
| 沖繩開發廳長官       |      | 坂元親男     | 參議院 自由民主黨 （河本派）   |                            |
| 防衛廳長官           |      | 田澤吉郎     | 眾議院 自由民主黨 （宮澤派）   |                            |
| 經濟企劃廳長官       |      | 原田憲       | 眾議院 自由民主黨 （竹下派）   |                            |
| 經濟企劃廳長官       |      | 愛野興一郎   | 眾議院 自由民主黨 （竹下派）   |                            |
| 科學技術廳長官       |      | 宮崎茂一     | 眾議院 自由民主黨 （宮澤派）   |                            |
| 環境廳長官           |      | 青木正久     | 眾議院 自由民主黨 （中曾根派） |                            |
| 國土廳長官           |      | 內海英男     | 眾議院 自由民主黨 （竹下派）   |                            |

## 外部連結
- 閣僚名單 （页面存档备份，存于）

1. ↑  1989年1月25日就任。